# Garner (Arkansas)
Pour les articles homonymes, voir Garner.
Garner est un village situé dans l’État américain de l'Arkansas, dans le comté de White.